# Copa Caribeña de la Concacaf 2023
La Copa Caribeña de Concacaf 2023 fue la primera edición de la Copa Caribeña de la Concacaf, la competencia internacional anual de fútbol de clubes de primer nivel en la región del Caribe. Fue disputado por clubes cuyas asociaciones de fútbol estaban afiliadas a la Unión de Fútbol del Caribe (CFU), una subconfederación de Concacaf, y cumplían con los requisitos de profesionalismo exigidos por dicho rector.
El SV Robinhood fue el campeón y se clasificó de manera directa a los octavos de final de la Copa de Campeones de la Concacaf 2024, mientras el equipo subcampeón y el tercer lugar jugaron la primera ronda del torneo.

## Participantes
| País                                   | Equipo                            | Vía de clasificación |
| -------------------------------------- | --------------------------------- | --- |
| Jamaica 2 cupos + 1 extra              | Harbour View Dunbeholden Cavalier | Campeón de la Liga Premier Nacional de Jamaica 2022 Subcampeón de la Liga Premier Nacional de Jamaica 2022 Tercer lugar de la Liga Premier Nacional de Jamaica 2022 |
| República Dominicana 2 cupos + 1 extra | Cibao Atlético Pantoja Moca       | Campeón de la Liga Dominicana de Fútbol 2022 Subcampeón de la Liga Dominicana de Fútbol 2022 Mejor ubicado de la Liga Dominicana de Fútbol 2022                     |
| Trinidad y Tobago 2 cupos              | Port of Spain Defence Force       | Primer lugar de la TT Premier Football League 2023 al 2 de junio de 2023 Segundo lugar de la TT Premier Football League 2023 al 2 de junio de 2023                  |
| Caribbean Club Shield 2 cupos          | Robinhood Golden Lion             | Campeón de la CONCACAF Caribbean Club Shield 2023 Subcampeón de la CONCACAF Caribbean Club Shield 2023                                                              |

### Asociaciones excluidas
La Federación Haitiana de Fútbol no organizó ningún campeonato desde la suspensión del Torneo Clausura 2021, por lo que Concacaf consideró inelegible a cualquier equipo de aquel país. Jamaica y República Dominicana recibieron un cupo extra cada uno.

## Calendario
| Fase              | Ronda                | Ida                 | Vuelta                       |
| ----------------- | -------------------- | ------------------- | ---------------------------- |
| Fase de grupos    | Fecha 1              | 23–25 de agosto     | 23–25 de agosto              |
| Fase de grupos    | Fecha 2              | 30–31 de agosto     | 30–31 de agosto              |
| Fase de grupos    | Fecha 3              | 19–21 de septiembre | 19–21 de septiembre          |
| Fase de grupos    | Fecha 4              | 26–28 de septiembre | 26–28 de septiembre          |
| Fase de grupos    | Fecha 5              | 4–5 de octubre      | 4–5 de octubre               |
| Fase eliminatoria | Semifinales          | 24–26 de octubre    | 31 de octubre–2 de noviembre |
| Fase eliminatoria | Final y tercer lugar | 28–30 de octubre    | 5–7 de diciembre             |

## Fase de grupos

### Grupo A
| Pos. | Equipo        | Pts. | PJ | G | E | P | GF | GC | Dif. | Clasificación |
| ---- | ------------- | ---- | -- | - | - | - | -- | -- | ---- | ------------- |
| 1    | Cavalier      | 10   | 4  | 3 | 1 | 0 | 11 | 4  | +7   | Semifinales   |
| 2    | Moca          | 9    | 4  | 3 | 0 | 1 | 6  | 3  | +3   | Semifinales   |
| 3    | Defence Force | 5    | 4  | 1 | 2 | 1 | 3  | 4  | −1   |               |
| 4    | Golden Lion   | 3    | 4  | 1 | 0 | 3 | 5  | 11 | −6   |               |
| 5    | Port of Spain | 1    | 4  | 0 | 1 | 3 | 4  | 7  | −3   |               |

 Fuente: Concacaf
| 24 de agosto  | Defence Force | 1:1 (1:1) | Cavalier   | Estadio Hasely Crawford, Puerto España |                           |
| 20:00 (UTC-4) | Moore 6'      | Reporte   | Thomas 36' | Árbitro(s): Shavin Greene              | Árbitro(s): Shavin Greene |

| 25 de agosto  | Moca      | 1:0 (0:0) | Port of Spain | Estadio Cibao, Santiago   |                           |
| 10:00 (UTC-4) | Vidal 55' | Reporte   |               | Árbitro(s): Steffon Dewar | Árbitro(s): Steffon Dewar |

- Libre:  Golden Lion

| 30 de agosto  | Golden Lion | 0:1 (0:0) | Defence Force | Estadio Pierre Aliker, Fort-de-France |                               |
| 18:00 (UTC-4) |             | Reporte   | Moore 48'     | Árbitro(s): Norberto Da Silva         | Árbitro(s): Norberto Da Silva |

| 31 de agosto  | Cavalier                  | 2:1 (1:0) | Port of Spain | Parque Sabina, Kingston    |                            |
| 17:00 (UTC-5) | Calvin 8' · Ainsworth 60' | Reporte   | Muckette 71'  | Árbitro(s): Yadel Martínez | Árbitro(s): Yadel Martínez |

- Libre:  Moca

| 19 de septiembre | Cavalier             | 3:0 (1:0) | Moca | Parque Sabina, Kingston |                        |
| 19:00 (UTC-5)    | Thomas 23', 58', 77' | Reporte   |      | Árbitro(s): Reon Radix  | Árbitro(s): Reon Radix |

| 20 de septiembre | Port of Spain                      | 2:3 (1:2) | Golden Lion                               | Estadio Hasely Crawford, Puerto España |                             |
| 18:00 (UTC-4)    | Abu Bakr 28' · Mondesir 68' (a.g.) | Reporte   | Catherine 2' · Boriel 16' · Parsemain 83' | Árbitro(s): Adonis Carrasco            | Árbitro(s): Adonis Carrasco |

- Libre:  Defence Force

| 26 de septiembre | Moca                            | 3:0 (3:0) | Golden Lion | Estadio Moca 85, Moca       |                             |
| 20:00 (UTC-4)    | Ascona 23' · Sánchez 27', 45+1' | Reporte   |             | Árbitro(s): Carl-Henry Elie | Árbitro(s): Carl-Henry Elie |

| 28 de septiembre | Port of Spain    | 1:1 (0:0) | Defence Force | Estadio Hasely Crawford, Puerto España |                          |
| 18:00 (UTC-4)    | Poon-Angeron 77' | Reporte   | Sam 90+3'     | Árbitro(s): Kimbell Ward               | Árbitro(s): Kimbell Ward |

- Libre:  Cavalier

| 4 de octubre  | Golden Lion                   | 2:5 (0:5) | Cavalier                                                 | Estadio Pierre Aliker, Fort-de-France |                              |
| 20:00 (UTC-4) | Catherine 51' · Charloton 71' | Reporte   | Bellance 7' (a.g.) · Calvin 14' · Thomas 34', 37', 45+2' | Árbitro(s): Ken Pennyfeather          | Árbitro(s): Ken Pennyfeather |

| 4 de octubre  | Defence Force | 0:2 (0:0) | Moca                    | Estadio Hasely Crawford, Puerto España |                           |
| 20:00 (UTC-4) |               | Reporte   | Ascona 64' · Peña 90+4' | Árbitro(s): Shavin Greene              | Árbitro(s): Shavin Greene |

- Libre:  Port of Spain

### Grupo B
| Pos. | Equipo           | Pts. | PJ | G | E | P | GF | GC | Dif. | Clasificación |
| ---- | ---------------- | ---- | -- | - | - | - | -- | -- | ---- | ------------- |
| 1    | Robinhood        | 9    | 4  | 3 | 0 | 1 | 8  | 4  | +4   | Semifinales   |
| 2    | Harbour View     | 7    | 4  | 2 | 1 | 1 | 6  | 5  | +1   | Semifinales   |
| 3    | Cibao            | 4    | 4  | 1 | 1 | 2 | 4  | 5  | −1   |               |
| 4    | Dunbeholden      | 4    | 4  | 1 | 1 | 2 | 3  | 5  | −2   |               |
| 5    | Atlético Pantoja | 3    | 4  | 0 | 3 | 1 | 4  | 6  | −2   |               |

 Fuente: Concacaf
| 23 de agosto  | Harbour View | 1:0 (1:0) | Dunbeholden | Parque Sabina, Kingston      |                              |
| 17:00 (UTC-5) | Burton 71'   | Reporte   |             | Árbitro(s): Ken Pennyfeather | Árbitro(s): Ken Pennyfeather |

| 24 de agosto  | Cibao       | 1:1 (1:0) | Atlético Pantoja | Estadio Cibao, Santiago |                        |
| 21:00 (UTC-4) | Ventura 34' | Reporte   | Castaño 89'      | Árbitro(s): Reon Radix  | Árbitro(s): Reon Radix |

- Libre:  Robinhood

| 30 de agosto  | Atlético Pantoja | 1:1 (1:0) | Dunbeholden | Estadio Olímpico Felix Sánchez, Santo Domingo |                            |
| 20:00 (UTC-4) | Espinal 14'      | Reporte   | Thomas 48'  | Árbitro(s): Reginald Gumbs                    | Árbitro(s): Reginald Gumbs |

| 31 de agosto  | Robinhood | 1:0 (0:0) | Cibao | Estadio Franklin Essed, Paramaribo |                          |
| 21:00 (UTC-3) | Cairo 55' | Reporte   |       | Árbitro(s): Kimbell Ward           | Árbitro(s): Kimbell Ward |

- Libre:  Harbour View

| 20 de septiembre | Atlético Pantoja | 1:1 (0:1) | Harbour View | Estadio Olímpico Felix Sánchez, Santo Domingo |                          |
| 20:00 (UTC-4)    | Rosado 59'       | Reporte   | Thompson 6'  | Árbitro(s): Cleon Culley                      | Árbitro(s): Cleon Culley |

| 21 de septiembre | Dunbeholden | 0:2 (0:1) | Robinhood      | Parque Sabina, Kingston  |                          |
| 19:00 (UTC-5)    |             | Reporte   | Cairo 15', 55' | Árbitro(s): Moeth Gaymes | Árbitro(s): Moeth Gaymes |

- Libre:  Cibao

| 27 de septiembre | Harbour View                       | 3:2 (1:1) | Robinhood               | Independence Park, Kingston |                             |
| 19:00 (UTC-5)    | Thompson 45+5' · Bradford 55', 69' | Reporte   | Cairo 33' · Rigters 50' | Árbitro(s): Kwinsi Williams | Árbitro(s): Kwinsi Williams |

| 28 de septiembre | Dunbeholden              | 2:1 (1:0) | Cibao     | Independence Park, Kingston |                            |
| 19:00 (UTC-5)    | Powell 45+2' · Brown 63' | Reporte   | Sisto 55' | Árbitro(s): Reginald Gumbs  | Árbitro(s): Reginald Gumbs |

- Libre:  Atlético Pantoja

| 5 de octubre  | Robinhood                           | 3:1 (0:1) | Atlético Pantoja | Estadio Franklin Essed, Paramaribo |                              |
| 21:00 (UTC-3) | Rigters 57' · Adipi 75' · Cairo 82' | Reporte   | Ortega 20'       | Árbitro(s): Ricangel de Leça       | Árbitro(s): Ricangel de Leça |

| 5 de octubre  | Cibao                          | 2:1 (2:1) | Harbour View   | Estadio Cibao, Santiago    |                            |
| 20:00 (UTC-4) | Parra 23' · Heredia 32' (pen.) | Reporte   | Bradford 45+1' | Árbitro(s): Yadel Martínez | Árbitro(s): Yadel Martínez |

- Libre:  Dunbeholden

## Fase final

### Cuadro de desarrollo
|  | Semifinales                                                        | Semifinales                                                        | Semifinales                                                        | Semifinales                                                        | Semifinales                                                        |   |    | Final                                                    | Final                                                    | Final                                                    | Final                                                    | Final                                                    |  |
|  | 24 al 26 de octubre (ida) 31 de octubre al 2 de noviembre (vuelta) | 24 al 26 de octubre (ida) 31 de octubre al 2 de noviembre (vuelta) | 24 al 26 de octubre (ida) 31 de octubre al 2 de noviembre (vuelta) | 24 al 26 de octubre (ida) 31 de octubre al 2 de noviembre (vuelta) | 24 al 26 de octubre (ida) 31 de octubre al 2 de noviembre (vuelta) |   |    | 28 al 30 de noviembre (ida) 5 al 7 de diciembre (vuelta) | 28 al 30 de noviembre (ida) 5 al 7 de diciembre (vuelta) | 28 al 30 de noviembre (ida) 5 al 7 de diciembre (vuelta) | 28 al 30 de noviembre (ida) 5 al 7 de diciembre (vuelta) | 28 al 30 de noviembre (ida) 5 al 7 de diciembre (vuelta) |  |
|  |                                                                    |                                                                    |                                                                    |                                                                    |                                                                    |   |    |                                                          |                                                          |                                                          |                                                          |                                                          |  |
|  |                                                                    |                                                                    |                                                                    |                                                                    |                                                                    |   |    |                                                          |                                                          |                                                          |                                                          |                                                          |  |
|  | 1A                                                                 | Cavalier                                                           | 5                                                                  | 0                                                                  | 5                                                                  |   |    |                                                          |                                                          |                                                          |                                                          |                                                          |  |
|  | 1A                                                                 | Cavalier                                                           | 5                                                                  | 0                                                                  | 5                                                                  |   |    |                                                          |                                                          |                                                          |                                                          |                                                          |  |
|  | 2B                                                                 | Harbour View                                                       | 0                                                                  | 0                                                                  | 0                                                                  |   |    |                                                          |                                                          |                                                          |                                                          |                                                          |  |
|  | 2B                                                                 | Harbour View                                                       | 0                                                                  | 0                                                                  | 0                                                                  |   | F1 | Cavalier                                                 | 0                                                        | 0                                                        | 0                                                        |                                                          |  |
|  |                                                                    |                                                                    |                                                                    |                                                                    |                                                                    |   | F1 | Cavalier                                                 | 0                                                        | 0                                                        | 0                                                        |                                                          |  |
|  |                                                                    |                                                                    | F2                                                                 | Robinhood                                                          | 1                                                                  | 2 | 3  |                                                          |                                                          |                                                          |                                                          |                                                          |  |
|  | 1B                                                                 | Robinhood                                                          | F2                                                                 | Robinhood                                                          | 1                                                                  | 2 | 3  | 0                                                        | 1                                                        | 1 (3)                                                    |                                                          |                                                          |  |
|  | 1B                                                                 | Robinhood                                                          |                                                                    |                                                                    |                                                                    |   |    | 0                                                        | 1                                                        | 1 (3)                                                    |                                                          |                                                          |  |
|  | 2A                                                                 | Moca                                                               | 1                                                                  | 0                                                                  | 1 (2)                                                              |   |    | Tercer lugar                                             | Tercer lugar                                             | Tercer lugar                                             | Tercer lugar                                             | Tercer lugar                                             |  |
|  | 2A                                                                 | Moca                                                               | 1                                                                  | 0                                                                  | 1 (2)                                                              |   |    | Tercer lugar                                             | Tercer lugar                                             | Tercer lugar                                             | Tercer lugar                                             | Tercer lugar                                             |  |
|  |                                                                    |                                                                    |                                                                    |                                                                    |                                                                    |   |    |                                                          |                                                          |                                                          |                                                          |                                                          |  |
|  |                                                                    |                                                                    |                                                                    |                                                                    |                                                                    |   |    | L1                                                       | Moca                                                     | 2                                                        | 1                                                        | 3                                                        |  |
|  |                                                                    |                                                                    |                                                                    |                                                                    |                                                                    |   |    | L1                                                       | Moca                                                     | 2                                                        | 1                                                        | 3                                                        |  |
|  |                                                                    |                                                                    |                                                                    |                                                                    |                                                                    |   |    | L2                                                       | Harbour View                                             | 1                                                        | 1                                                        | 2                                                        |  |
|  |                                                                    |                                                                    |                                                                    |                                                                    |                                                                    |   |    | L2                                                       | Harbour View                                             | 1                                                        | 1                                                        | 2                                                        |  |
|  |                                                                    |                                                                    |                                                                    |                                                                    |                                                                    |   |    |                                                          |                                                          |                                                          |                                                          |                                                          |  |

### Semifinales
| 24 de octubre | Harbour View | 0:5 (0:2) | Cavalier                                                           | Parque Sabina, Kingston    |                            |
| 19:00 (UTC-5) |              | Reporte   | Thomas 5' · Calvin 12' · Clarke 64' (a.g.) · Laing 72' · Allen 87' | Árbitro(s): Yadel Martínez | Árbitro(s): Yadel Martínez |

| 31 de octubre | Cavalier | 0:0 (Global 5:0) | Harbour View | Parque Sabina, Kingston   |                           |
| 19:00 (UTC-5) |          | Reporte          |              | Árbitro(s): Shavin Greene | Árbitro(s): Shavin Greene |

| 25 de octubre | Moca              | 1:0 (1:0) | Robinhood | Estadio Cibao, Santiago  |                          |
| 18:00 (UTC-4) | Ascona 30' (pen.) | Reporte   |           | Árbitro(s): Kimbell Ward | Árbitro(s): Kimbell Ward |

| 2 de noviembre | Robinhood                                     | 1:0 (0:0) (3:2 p.)(Global 1:1) | Moca                                                | Estadio Franklin Essed, Paramaribo |                        |
| 21:00 (UTC-3)  | Singodikromo 90+3'                            | Reporte                        |                                                     | Árbitro(s): Reon Radix             | Árbitro(s): Reon Radix |
|                |                                               | Tiros desde el punto penal     |                                                     |                                    |                        |
|                | - Rigters - Da Silva - Adipi - Muesa - Esajas |                                | - Dabas - Francisco - Valencia - Vidal - De La Rosa |                                    |                        |

### Definición del tercer lugar
| 28 de noviembre | Harbour View      | 1:2 (1:1) | Moca                       | Parque Sabina, Kingston      |                              |
| 17:00 (UTC-5)   | Thomas 15' (a.g.) | Reporte   | Ascona 43' · Francisco 65' | Árbitro(s): Ricangel de Leça | Árbitro(s): Ricangel de Leça |

| 5 de diciembre | Moca         | 1:1 (0:0) (Global 3:2) | Harbour View | Estadio Cibao, Santiago       |                               |
| 19:00 (UTC-4)  | Valencia 68' | Reporte                | Stewart 65'  | Árbitro(s): Norberto Da Silva | Árbitro(s): Norberto Da Silva |

### Final
| 30 de noviembre | Robinhood | 1:0 (0:0) | Cavalier | Estadio Franklin Essed, Paramaribo |                             |
| 19:00 (UTC-3)   | Andro 69' | Reporte   |          | Árbitro(s): Adonis Carrasco        | Árbitro(s): Adonis Carrasco |

| 6 de diciembre | Cavalier | 0:2 (0:0) (Global 0:3) | Robinhood                        | Independence Park, Kingston |                             |
| 19:00 (UTC-5)  |          | Reporte                | Singodikromo 89' · Rigters 90+4' | Árbitro(s): Kwinsi Williams | Árbitro(s): Kwinsi Williams |

|                               |
| Bandera de Surinam            |
| Campeón Robinhood 1.er título |